# Gaugí
En física de partícules, els gaugins són els fermions supercompanys dels bosóns de gauge, predits per teories supersimètriques.
En l'extensió supersimètrica mínima del model estàndard existeixen els següents gaugins:
- El gluí (símbol g~), supercompany del gluó i, com ell, portador de càrrega de color.
- Els weins (winos en anglès, símbols W͂± i W͂3), supercompanys dels bosons W± (mediadors de gauge de la simetria feble SU(2)L).
- El beí (bino en anglès), supercompany del camp de gauge U(1) corresponent a la hipercàrrega feble. Es barreja amb un dels gaugins corresponents a l'isospin feble per a donar el fotí, supercompany del fotó, i el Zetí, supercompany del bosó Z.
- El gravití (símbol G~), company supersimètric del gravitó.

Els gaugins es barregen amb els higgsins, el companys supersimètrics dels graus de llibertat del camp de Higgs, per a formar combinacions lineals ("estats propis de massa") anomenats neutralins (elèctricament neutres) i carreguins (elèctricament carregats). Sovint, el terme electrofeblins (electroweakinos en anglès) s'utilitza per referir-se a weins i beins, combinats, o no, amb higgsins.
En molts models, la partícula supersimètrica més lleugera (LSP), sovint un neutralí com el fotí, és estable. En aquest cas, és una partícula massiva d'interacció feble (WIMP) i un candidat per a explicar la matèria fosca a l'univers.